# Nhạc thính phòng (James Joyce)
Nhạc thính phòng (tiếng Anh: Chamber Music) là tập thơ của James Joyce được xuất bản bởi Elkin Matthews tháng 5, 1907. Tập thơ này ban đầu bao gồm 34 bài thơ tình, nhưng hai bài nữa đã được thêm vào trước khi xuất bản (Suốt ngày tôi nghe tiếng nước, và Tôi nghe tiếng bước chân rầm rập trên đất).
Đây là những bài thơ viết trong quãng thời gian từ năm 1901 đến năm 1904. Về hình thức, đây là những bài ca được viết theo phong cách trữ tình Anh thời đại Phục Hưng. Xu hướng chủ đạo là sự khát khao, gần gũi, mệt mỏi, ly biệt và cô đơn. Có cả mô-típ tình bạn, tình yêu quên mình và cả sự trả thù đối với những người yêu.

## Phổ nhạc
Ngày nay, mặc dù những bài thơ trong tập Nhạc thính phòng ít khi được chọn đưa vào các Tuyển tập thơ hơn là tập Thơ một xu một bài nhưng các bài thơ trong tập này được nhiều nhạc sĩ sử dụng trong tác phẩm của mình. Các nhạc sĩ: Samuel Barber, Luciano Berio, Simic Aleksandar, Božičević Ivan, Citkowitz Israel, Robin Williamson, Syd Barrett, Bates Martyn của nhóm Eyeless in Gaza, Jim O'Rourke và Shelley Steve của nhóm Sonic Youth thường sử dụng thơ của Joyce trong các nhạc phẩm của họ.
Năm 2008, hãng thu âm Fire Records phát hành bộ đĩa đôi gồm tất cả 36 bài thơ được phổ nhạc bởi những nhóm nhạc nổi tiếng nhất hiện nay, trong đó có Mercury Rev, Gravenhurst, Ed Harcourt, và Willy Mason.
Tập thơ này đã được Hồ Thượng Tuy dịch sang tiếng Việt.